# Szermierka na Letnich Igrzyskach Olimpijskich Młodzieży 2010

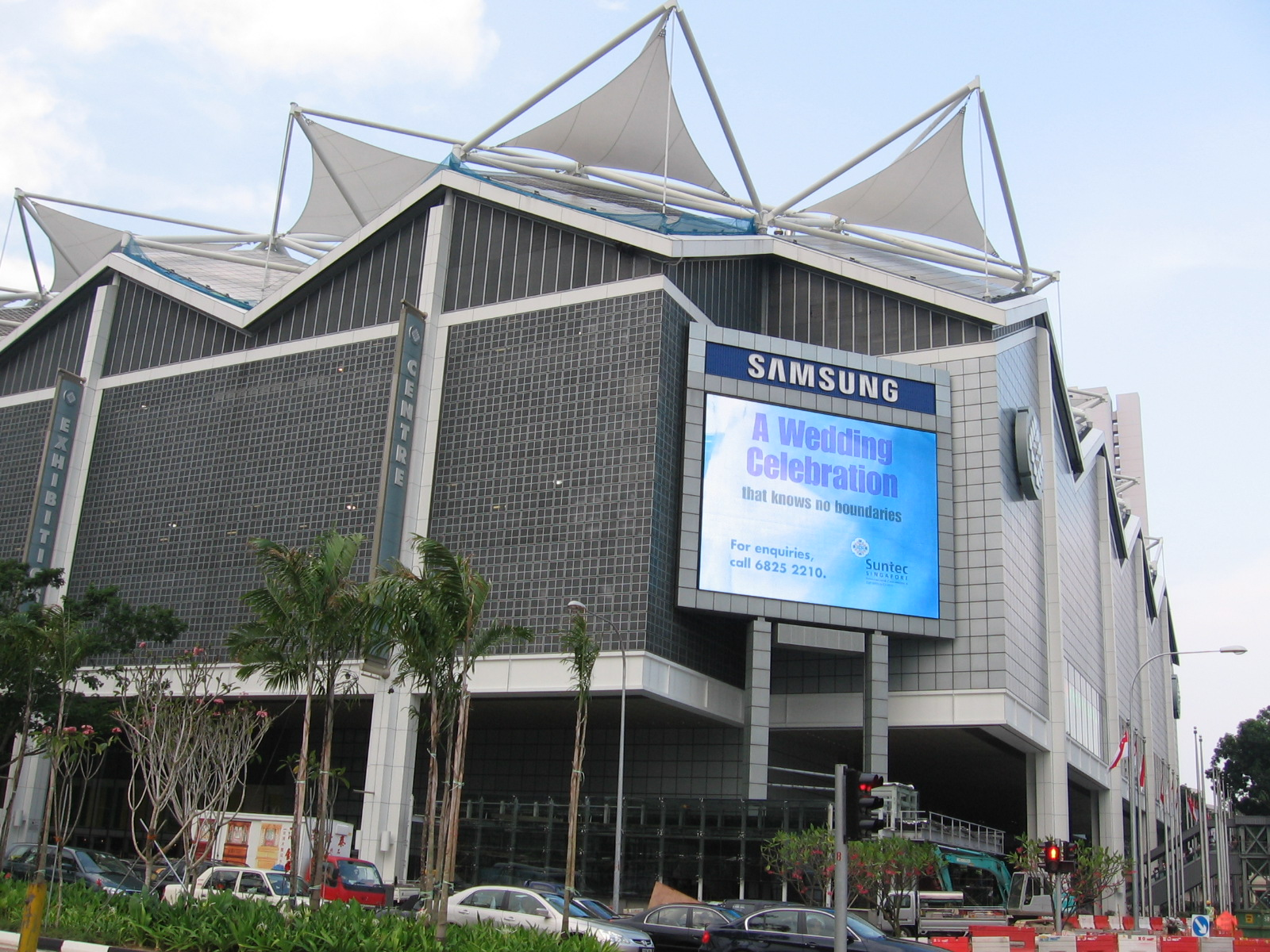
Suntec Singapore International Convention and Exhibition Centre - miejsce zmagań szermierzy

Szermierka na Letnich Igrzyskach Olimpijskich Młodzieży 2010 odbyła się w dniach 15 - 20 sierpnia w hali Suntec Singapore International Convention and Exhibition Centre w Singapurze. Zawodnicy rywalizowali w siedmiu konkurencjach (3 męskie, 3 żeńskie i 1 mieszana). W zawodach ogółem wystartowało 78 zawodników.

## Kwalifikacje
Kwalifikacje na igrzyska uzyskiwano podczas Mistrzostw świata  kadetów w 2010 roku. Zawodnicy musieli być urodzeni między 1 stycznia 1993 a 31 grudnia 1994 roku.

## Medale

### Chłopcy
| Konkurencja                    | Złoto          | Srebro              | Brąz             |
| Floret indywidualnie szczegóły | Edoardo Luperi | Alexander Massialas | Lee Kwang-hyun   |
| Szabla indywidualnie szczegóły | Song Jong-hun  | Leonardo Affede     | Richard Hübers   |
| Szpada indywidualnie szczegóły | Marco Fichera  | Nikolaus Bodoczi    | Alexandre Lyssov |

### Dziewczęta
| Konkurencja                    | Złoto           | Srebro                | Brąz              |
| Floret indywidualnie szczegóły | Camilla Mancini | Wiktorija Aleksiejewa | Dóra Lupkovics    |
| Szabla indywidualnie szczegóły | Jana Jegorian   | Celina Merza          | Anja Musch        |
| Szpada indywidualnie szczegóły | Lin Sheng       | Alberta Santuccio     | Martyna Swatowska |

### Mieszane
| Konkurencja                              | Złoto                                                                                                 | Srebro | Brąz |
| Mieszane zespoły kontynentalne szczegóły | Europa I Jana Jegorian Marco Fichera Camilla Mancini Leonardo Affede Alberta Santuccio Edoardo Luperi | Europa II Anja Musch Nikolaus Bodoczi Wiktorija Aleksiejewa Richard Hübers Martyna Swatowska Tevfik Burak Babaoğlu | Ameryka Północna I Celina Merza Alexandre Lyssov Allana Goldie Will Spear Katharine Holmes Alexander Massilas |